# Chicago Stags
Chicago Stags war der Name eines US-amerikanischen Basketballfranchise aus Chicago, Illinois, das von 1946 bis 1950 in der Basketball Association of America (BAA) und deren Nachfolger National Basketball Association (NBA) spielte. Obwohl die Stags nur vier Jahre existierten, konnten sie in der Saison 1946/47 die BAA Finals erreichen, wo sie an den Philadelphia Warriors mit 1:4 gewonnenen Spielen scheiterten.

## Geschichte

### Zeit in der BAA (1946 bis 1949)
Die Stags wurden von mehreren Eishockeyteam-Besitzern gegründet, die die Nutzung ihrer Hallen im Winter ausbauen wollten. Der Vorsitzende dieser Gruppe war Arthur Wirtz, dem damals auch das Chicago Stadium und die Chicago Black Hawks gehörten.
In ihrer ersten Saison bestand die Basketball Association of America aus 11 Teams und war in zwei Divisionen aufgeteilt. Die Chicago Stags spielten in der Western Division und konnten diese in ihrem ersten Jahr knapp vor den St. Louis Bombers gewinnen. In der regulären Saison wurden sie mit einer Bilanz von 39:22 insgesamt zweiter hinter den Washington Capitols. Nachdem sie aufgrund ihres guten Abschneidens in der regulären Saison die erste Play-off Runde überspringen durften, traten sie in den Semifinals schließlich gegen die Capitols an und konnten die Best-of-Seven-Serie mit 4:2 gewinnen. In der Finalserie verloren sie schließlich mit 4:1 gegen die Philadelphia Warriors.
In der darauffolgenden Saison 1947/48 bestand die Liga nur noch aus acht Teams. Nachdem die Stags ein Entscheidungsspiel gegen die Baltimore Bullets verloren, wurden die Chicago Stags in ihrer Division, die nunmehr aus vier Teams bestand, Dritter hinter den St. Louis Bombers und den Baltimore Bullets. Um nun in die Play-offs einzuziehen, mussten sie zunächst ein weiteres Entscheidungsspiel gegen die Washington Capitols bestreiten und gewannen dieses mit vier Punkten Vorsprung. In der ersten Play-off-Runde spielten sie dann gegen die Boston Celtics, die sie ebenfalls besiegten. Der nächste Gegner war der spätere Meister, die Baltimore Bullets, gegen den das Team verlor und somit den zweiten Finaleinzug in Folge verpasste.
Im nächsten Jahr wurde die Anzahl der Teams in der Liga deutlich aufgestockt, nachdem unter anderem die Minneapolis Lakers der BAA beigetreten waren. Die Stags wurden mit sieben Siegen Rückstand auf den Ersten, die Rochester Royals, Dritter in ihrer Division. Aber das reichte, um die Play-offs zu erreichen und dort verlor das Team in der ersten Runde erneut gegen den späteren Meister, nämlich die Minneapolis Lakers.

### Zeit in der NBA (1949 bis 1950)
Auch in der letzten Saison der Stags wurde die Anzahl der Teams in der inzwischen in NBA umbenannten Liga noch einmal aufgestockt. Dennoch erreichte Chicago, nachdem es in der Division Dritter zusammen mit den Fort Wayne Pistons wurde, die Postseason. Der Gegner kam erneut aus Minneapolis und die Stags verloren auch dieses Mal in der ersten Runde gegen die Lakers. Während der Saison 2005/06 trugen die Chicago Bulls im Rahmen des „Hardwood Classics“ Programms die Trikots der Stags.

## Saisonstatistik
| Saison  | Siege:Niederlagen | Prozent | Play-offs                    |
| ------- | ----------------- | ------- | ---------------------------- |
| 1946/47 | 39:22             | 63,9    | Niederlage in den Finals     |
| 1947/48 | 28:20             | 58,3    | Niederlage in den Semifinals |
| 1948/49 | 38:22             | 63,3    | Niederlage in den Semifinals |
| 1949/50 | 40:28             | 58,8    | Niederlage in den Semifinals |
| gesamt  | 145:92            | 61,1    | vier Play-off-Teilnahmen     |

## Ehemalige Spieler
- Max Zaslofsky
- Stan Miasek
- Chuck Gilmur
- Gene Vance
- Andy Phillip
- Jim Seminoff
- Paul Huston
- Tom Joyce
- Mickey Rottner
- Ben Schadler
- Chick Halbert
- Jack Toomay
- Gene Rock
- Johnny Jorgensen
- Kenny Sailors
- Doyle Parrack